# Ломовская Дача
Ломовская Дача — посёлок в Новосибирском районе Новосибирской области России. Входит в состав Кубовинского сельсовета.

## География
Площадь посёлка — 8 гектаров.

## Население
| 2002 | 2007 | 2010 |
| ---- | ---- | ---- |
| 69   | ↘68  | ↘60  |

## Инфраструктура
В посёлке по данным на 2007 год отсутствует социальная инфраструктура.